# Haimar Wedemeyer
Haimar Wedemeyer (* 22. September 1906 in Marburg; † 13. November 1998 in Hamburg) war ein deutscher Verwaltungsjurist. Bekannt wurde er als Olympiasegler und U-Boot-Kommandant.

## Leben
Haimar Wedemeyer war Sohn von Werner Wedemeyer. Er studierte an der Philipps-Universität Marburg Rechtswissenschaft. Am 20. November 1926 im väterlichen Corps Hasso-Nassovia recipiert, klammerte er die Zweite Charge. Mit ihm aktiv war Rudolf Weber-Lortsch. 1928 wechselte er an die Christian-Albrechts-Universität zu Kiel. In der Yachtschule des Kaiserlichen Yacht-Clubs entdeckte er seine Leidenschaft für das Segeln.
1929 bestand er die Steuermannsprüfung und das erste juristische Examen.
Nach dem Vorbereitungsdienst und der Assessorprüfung diente er ab 1933 bei der Marineartillerie in Swinemünde. Als Bootsmann d. R. ausgeschieden, trat er in die Reichsfinanzverwaltung. Er kam nach Insterburg und Königsberg. In Ostpreußen fühlte er sich sehr wohl. 1936 wurde er für einige Monate nach Kiel versetzt, um sich auf die Segelwettbewerbe der Olympischen Sommerspiele vorzubereiten; er sollte als Vorschoter in der 6-Meter-Klasse  teilnehmen. Mit Hans Lubinus, Dietrich Christensen, Kurt Frey und Theodor Thomsen kam er auf den 6. Platz. Er kam 1938 als Regierungsrat nach Hamburg und war in den Finanzämtern St. Pauli und St. Georg tätig.

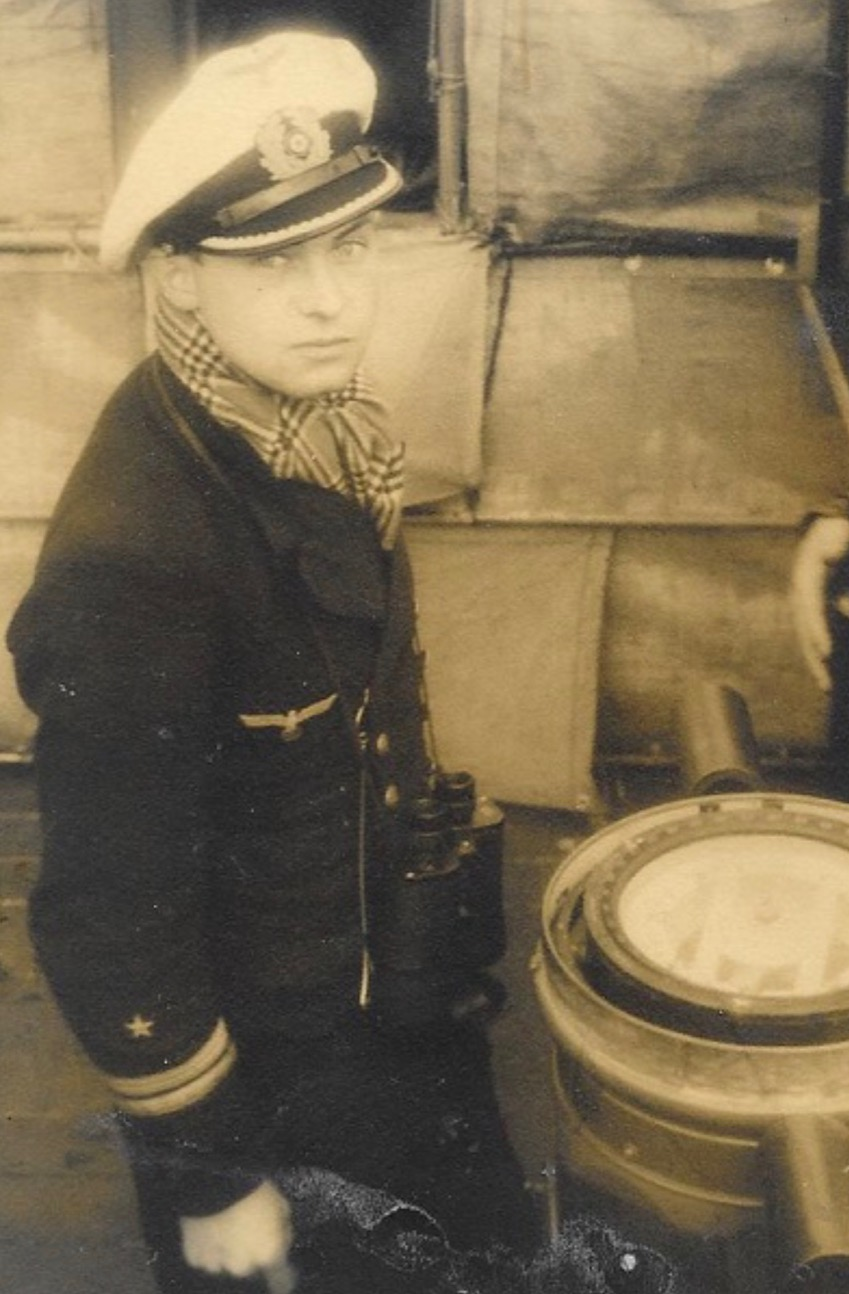
OL z. S. Wedemeyer

Mit Beginn des Überfalls auf Polen diente er wieder in der Kriegsmarine. Inzwischen Offizier, war er zunächst Kommandant eines Vorpostenboots an der deutschen Nordseeküste und in Norwegen. 1942 wechselte er in zu den U-Booten, als Wachoffizier auf U 66. Seit dem 8. Juni 1943 Kommandant auf U 365, ging er in der Norwegensee auf sechs Feindfahrten. Er wurde im November 1944 zum Kapitänleutnant befördert und in den Stab der 14. U-Flottille beordert. Eher vorsichtig als angriffslustig, wurde er am 17. November 1944 abgelöst. Keine vier Wochen später wurde das Boot in der Norwegensee von zwei U-Boot-Jägern der Royal Air Force versenkt. Alle 50 Besatzungsmitglieder kamen ums Leben. In der Nachkriegszeit in Deutschland wurde er bei der Finanzbehörde in Hamburg eingestellt. Weihnachten 1946 heiratete er Charlotte Pritsch aus Danzig. Zuletzt war er Leitender Regierungsdirektor. 1978 wurde er in den Academischen Club zu Hamburg aufgenommen. Bis an sein Lebensende kam er zu den AC-Abenden.

## Auszeichnungen
- Eisernes Kreuz 2. Klasse
- Eisernes Kreuz 1. Klasse
- Deutsches Kreuz in Gold